# Урсицин (римски војсковођа)
Урсицин (лат. Ursicinus) је био римски војсковођа у 4. веку и вршио је службу врховног заповедника коњице (лат. magister equitum) у источном делу Римског царства од око 349. до 359. године.
Урсицинова каријера позната нам је искључиво захваљујући Историји Амијана Марцелина који је као гардиста једно време провео у Урсициновој пратњи. Амијан је 353. у Нисибису у Месопотамији постао члан Урсициновог штаба. Урцицин је опозван из Нисибиса 354. како би, у име цезара Констанција Гала, председавао у Антиохији у суђењима у случајевима велеиздаје.
Због учешћа у процесима које август Констанције II није одобрио, Урсицин је позван у Милано да се оправда пред царем. Ту је убрзо добио нови задатак када се прочуло да се војсковођа Силван у Келну 355. прогласио за цара. Урсицин је са групом гардиста, међу којима је био и Амијан Марцелин, послат у Келн. Силван је пријатељски прихватио Урсицина који се јавно претварао да није ни знао за узурпацију и да је стигао са наредбом да замени Силвана на положају врховног заповедника војске (лат. magister militum). У ствари, Урсицин је поткупио бунтовне војнике који су заузврат погубили Силвана.
Након што је Констанције II послао цезара Јулијана да преузме команду у Галији, Урсицин и његова пратња су упућени на исток царства. Ту је дошло до обнове непријатељстава са Персијским царством и Урсицин је, као један од заповедника, морао да организује одбрану. Ипак, персијски краљ Шапур II је заузео важну тврђаву Амиду (данашњи Дијарбакир у Турској). Према Амијану, Урсицин је био стална мета оптужби и подметања царевих дворана, тако да је на њега сваљена кривица за губитак Амиде. После сукоба са Констанцијевим дворанином, евнухом Евсевијем, Урсицин је 359. отпуштен из војне службе
После 360. ништа се не зна о Урсициновој биографији, осим да је имао сина Потенција, који је као војни трибун погинуо у бици код Хадријанопоља 378. борећи се против Гота.